# Lucapinella milleri
Lucapinella milleri är en snäckart som beskrevs av S. S. Berry 1959. Lucapinella milleri ingår i släktet Lucapinella och familjen nyckelhålssnäckor. Inga underarter finns listade i Catalogue of Life.